# Eric Carlsson (socialdemokrat)
Eric Ragnar Artur Carlsson (i riksdagen kallad Carlsson i Västerås), född 7 april 1903 i Traryds församling i Kronobergs län, död 31 januari 1990 i Lundby församling i Västerås, var en svensk expeditör och politiker (socialdemokrat).
Carlsson var ledamot av riksdagens andra kammare 1957–1968, invald i Västmanlands läns valkrets.